# Alistair Cockburn
Alistair Cockburn né le 19 novembre 1953 est un des initiateurs du mouvement du  développement logiciel dit « agile » et il est l'un des co-signataires du manifeste agile.

## Biographie
Alistair Cockburn est diplômé en informatique de l'Université Case Western Reserve. Il a commencé à étudier le développement de logiciels orienté objet pour le compte d'IBM.  En 1994 il fonde la société « Human and technologies » basée à Salt Lake City.  En 2001 il est l'un des co-auteurs et co-signataires du manifeste agile.  En 2003 il obtient un doctorat de l'Université d'Oslo.
Cockburn est un auteur de référence pour les cas d'utilisation depuis son ouvrage publié en 2000.  Il est à l'origine de la méthode de gestion de projet agile «  Crystal clear » publiée en 2004, d'une méthode de classification de projets Cockburn Scale (en), ainsi que de l'architecture hexagonale publiée en 2005.  
En 2015, Cockburn lance le mouvement « Le cœur de l'agilité » (« Heart of agile » en anglais), qui vise à recentrer l'agilité sur la simplicité pour répondre à l'explosion du nombre de méthodes et techniques agiles.

## Publications
- Agile Software Development: The Cooperative Game, Alistair Cockburn, 2nd edition, octobre 2006,  (ISBN 0321482751 et 978-0321482754)
- Crystal Clear : A Human-Powered Methodology for Small Teams, Alistair Cockburn, 2004,  (ISBN 0-201-69947-8)
- People and Methodologies in Software Development, Alistair Cockburn, février 2003, disponible en ligne alistair.cockburn.us.
- Patterns for Effective Use Cases, Steve Adolph, Paul Bramble, with Alistair Cockburn, Andy Pols contributors, 2002,  (ISBN 0-201-72184-8)
- Cockburn, Alistair., Agile software development : the cooperative game, Addison-Wesley, 2007, 467 p. (ISBN 978-0-321-48275-4, OCLC 70867033, lire en ligne)
- Writing Effective Use Cases, Alistair Cockburn, 2000,  (ISBN 0-201-70225-8). Traduit en français : Cockburn, Alistair., Rédiger des cas d'utilisation efficaces, Eyrolles, 2001, 290 p. (ISBN 978-2-212-09288-2, OCLC 144690317, lire en ligne)
- Surviving Object-Oriented Projects, Alistair Cockburn, 1997,   (ISBN 0-201-49834-0)

## Source
- (en) Cet article est partiellement ou en totalité issu de l’article de Wikipédia en anglais intitulé « Alistair Cockburn » (voir la liste des auteurs).

- Notices d'autorité :   - VIAF
  - ISNI
  - IdRef
  - LCCN
  - GND
  - Pays-Bas
  - Pologne
  - Israël
  - NUKAT
  - Suède
  - Tchéquie
  - Corée du Sud
  - WorldCat